# Michele Catti
Michele Catti, né le 5 avril 1855 à Palerme, et mort le 4 juillet 1914 dans la même ville, est un peintre italien, considéré comme l'un des plus importants peintres paysagistes sicilien de la Belle Époque.

## Biographie
Le peintre Michele Catti est né à Palerme le 5 avril 1855 du noble Andrea Catti et de Carmela Riotta. Andrea Catti était le fils de Michele et Concetta Natoli, de l'éminente famille de Messine et des princes de Sperlinga. La famille Catti est originaire de Lendinara, où la famille fut assignée au noble conseil, et en 1646 elle fut élue au Grand Conseil de la république de Venise. La famille s'est divisée en plusieurs branches et s'est installée dans différentes villes d'Italie. En Sicile, la famille de Michele vivait à Carini et à Palerme. 

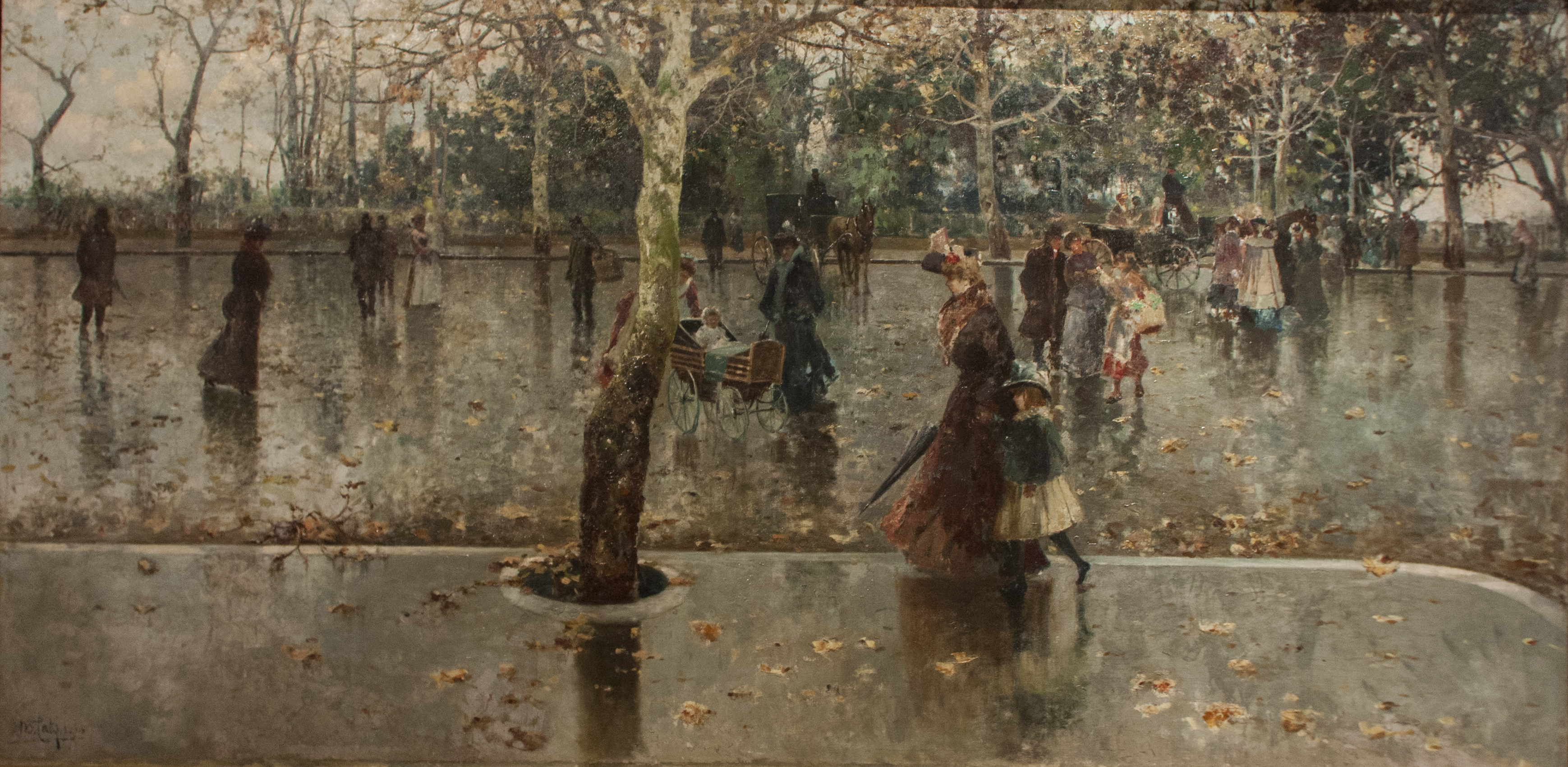
Ultime foglie (Il viale della Libertà, dans una giornata di pioggia). 1906. Huile sur toile,. Collection de Galleria d'arte Moderna (Palerme).

Michele Catti était le deuxième fils d'une famille de 4 frères et 3 sœurs. Son père, qui appartenait à une famille de juges et d'avocats, voulait qu'il entreprenne des études de droit. Catti a donc été envoyée à tante Serafina Di Stefano, pour étudier à Palerme. Bien que son père ait envisagé qu'il le suivrait dans sa carrière juridique, Catti n'était pas convaincu de ce choix et a abandonné les études auxquelles il était inscrit. Par la suite, son père a cessé de lui apporter son soutien financier et a rompu toutes les communications avec son fils. Heureusement, sa tante a continué à l'accueillir et à le nourrir.
Rapidement, Catti essaya cependant, en écrivant aux amis influents de son père, de rétablir le contact avec son père et à la fin, quelques amis le firent se réconcilier avec son fils. Malgré le fait que la relation entre les deux restait difficile, son père fit en sorte que son fils commence à travailler comme greffier à la cour de Palerme. Ce travail était une contrainte pour un bohème comme lui. Durant cette période, il passa beaucoup de temps avec son ami Luigi Natoli, qui l'encouragea dans sa peinture et le conduisit dans les salons de Palerme où il entra en contact avec les principales personnalités artistiques de l'époque. Le jeune Michele Catti, brillant et extraverti, a gagné l'estime du peintre Francesco Lojacono, le plus grand paysagiste sicilien de l'époque, qui l'a accueilli comme élève. Catti a d'abord suivi les leçons du Lojacono avec beaucoup d'enthousiasme et, distingué pour son talent et sa disposition, est devenu son élève. Mais fatigué de se concentrer sur la peinture technique et la sensibilité de Lojacono, il passe rapidement à autre chose.

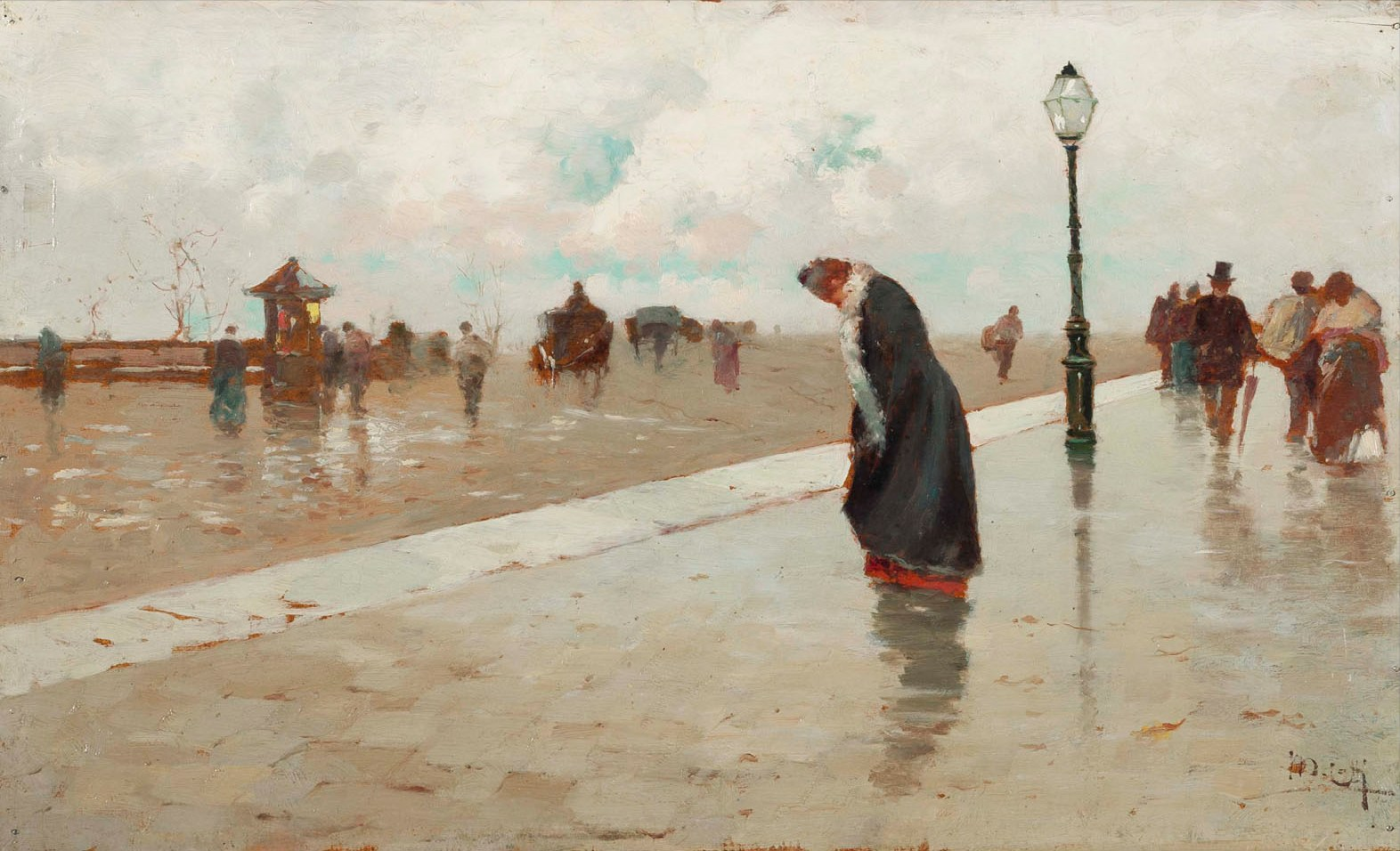
Tempo piovoso. Non daté. Huile sur bois,, collection privée.

Vers 1875, Catti rencontre l'artiste Vincenzo Raguse, qui revient tout juste de Palerme avec son épouse O'Tama, artiste japonaise, où il ouvre une école de peinture qui connaît un grand succès. Il s'est immédiatement mis d'accord avec lui, et enthousiasmé par les nombreuses composantes japonaises qu'il avait introduites dans son art, ils avaient prévu d'ouvrir une école ensemble, mais la triste situation économique et l'état de santé précaire de son état empêchait ceci. En 1875, Catti décide de participer à l'exposition organisée à Montevergini, pour le Congrès des scientifiques qui se tient à Palerme. Catti, inconnue de tous, a préparé une œuvre spécialement pour l'exposition, Burrasca d'autunno, une toile de 50 × 80 cm. Sa peinture a été considérée comme l'une des plus belles œuvres de l'exposition et l'un des hommes qui lui a fait de tels compliments est Francesco Lojacono.
Lors de l'inauguration, toute la noblesse de Palerme était présente, accompagnant les invités d'honneur le prince Umberto de Savoie et de Marguerite ainsi que d'autres personnalités. Umberto, après avoir été présenté par le prince Ferdinand Monroy, lui donna la main et dit : "Tu viens de Palerme. C'est bien que vous honoriez votre patrie." Après une courte conversation, Umberto acheta le tableau. Le peintre et sculpteur français Jean-Léon Gérôme, qui a déclaré lors de l'exposition que Catti était une révélation, lui a également fait un éloge flatteur.

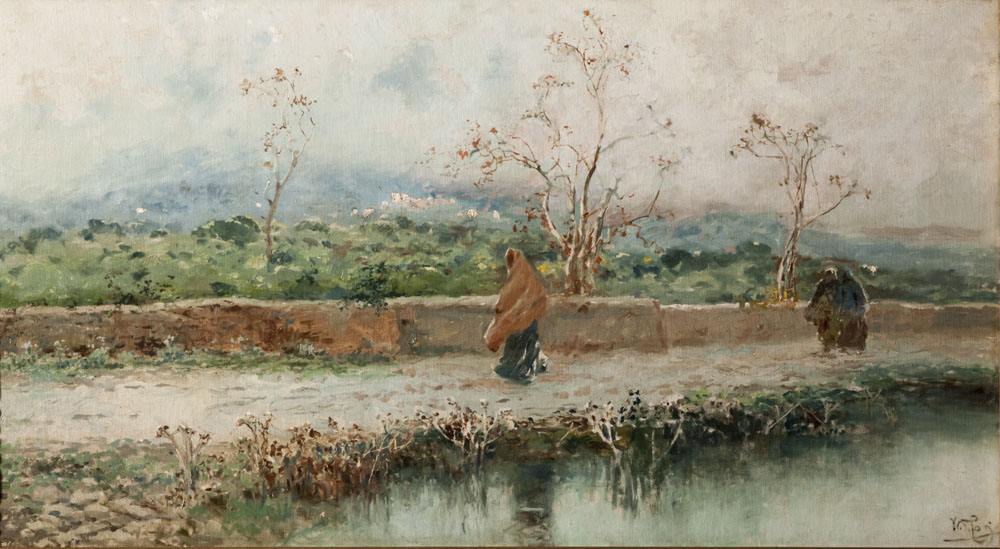
Vento e nebbia. Non daté. Huile sur bois,. Collection privée.

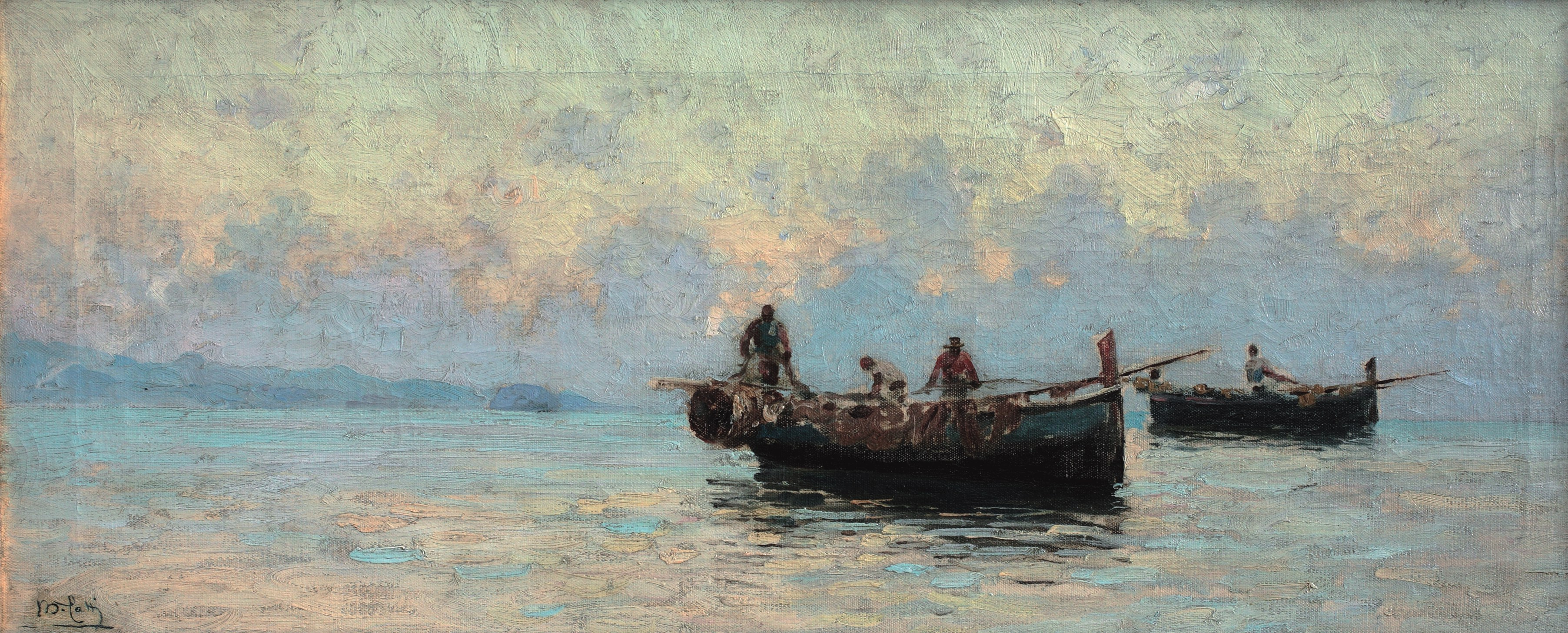
Port de plaisance. Non daté. Huile sur toile,. Collection privée.

En 1881, il participe à l'Exposition des beaux-arts de l'Exposition Nationale de Milan avec le paysage marin Crepuscolo. Néanmoins, Michele Catti n'a fait qu'un seul voyage en dehors de la Sicile de toute sa vie. Avec Luigi Natoli, il se rendit à Rome en 1883. Dans la ville éternelle le peintre Francesco Paolo Michetti, admirant ses toiles, l'invita à travailler dans son atelier, mais Catti semble avoir décliné. Il y est retourné après plusieurs mois avec la conviction de se consacrer entièrement à la peinture de la réalité sicilienne.
De retour à Palerme, il se maria le 7 avril 1888 avec Maria Anna Contarini, noble palermitaine d'une illustre famille de Marquis originaire de Venise; l'une des familles fondatrices de la république de Venise, qui élut le premier doge et donna à la République vénitienne au total 8 doges de sa propre lignée, ainsi que plusieurs autres personnalités ecclésiastiques, politiques et militaires. De ce mariage sont nés quatre enfants : Ugo, Carmela, Laura et Aurelio. Malheureusement, la situation économique en Sicile après le Risorgimento a été désastreuse, ce qui a également affecté la famille Catti,.
Après 1885, Catti abandonne son approche réaliste à un impressionnisme peut-être inspiré par les œuvres d'Antonio Leto, caractérisées par un coup de pinceau large et clairsemé. En 1891, il expose de nouveau à Milan et à la Promotrice de Palerme, où il expose également en 1893. En 1892, il peint Castel di Tusa et en 1896, il obtient un succès personnel à l'exposition organisée au Circolo Artico di Palermo avec les peintures Estate, Primavera, Autunno et Inverno (les 4 saisons). Il a tenu une exposition personnelle en 1898 et en 1900, il expose à l'exposition Belle Arti au Teatro Massimo.
Catti avait aussi un élève, Erminio Kremp, avec lequel il passa de nombreuses heures dans l'osteria à chercher de l'alcool pour échapper à la réalité. Son amitié avec Kremp était importante dans sa vie d'homme et d'artiste. Outre Kremp, il avait beaucoup d'amis palermitains nobles qui l'appréciaient, outre son talent artistique, pour ses qualités remarquables : il était en effet un homme brillant, généreux et agréable dans les rassemblements. Témoignage de sa sociabilité et de son charisme, le prince de Trabia organisait régulièrement des bals en son honneur ou à la suite de ses succès lors de diverses expositions, et le prince Tasca Lanza se retrouvait souvent chez Catti.

Catti a exposé à Palerme et aussi en dehors de l'île, mais il a eu peu de contacts avec des artistes d'autres régions, bien que ses œuvres comprennent des techniques et des manières typiques des peintres Macchiaioli et les impressionnistes eux-mêmes. Rencontrer et se lier d'amitié avec le peintre Giuseppe De Nittis était donc important pour Catti, car il pouvait parler de ses expériences françaises et des mouvements artistiques locaux,.

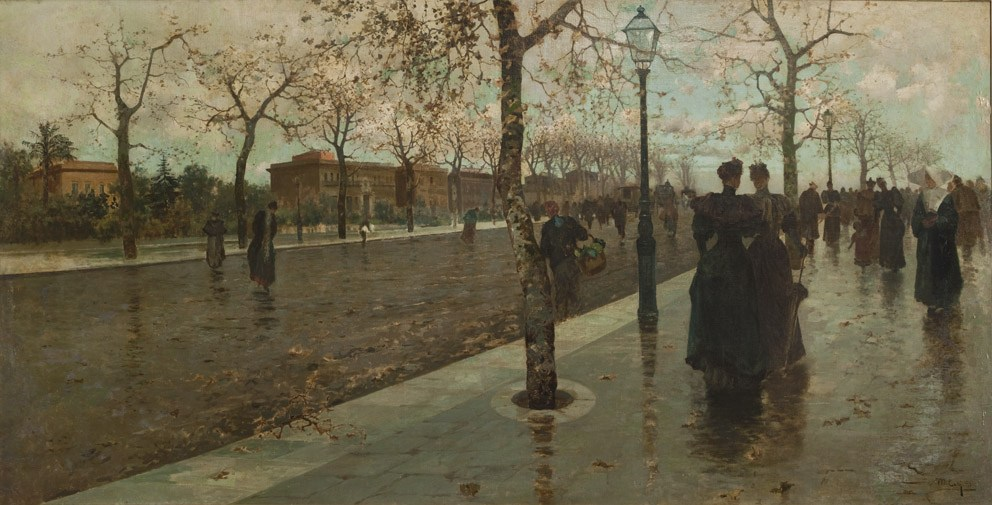
Viale della Libertà. 1895. Oil on canvas,. Collection Circolo Artistico Palermo.

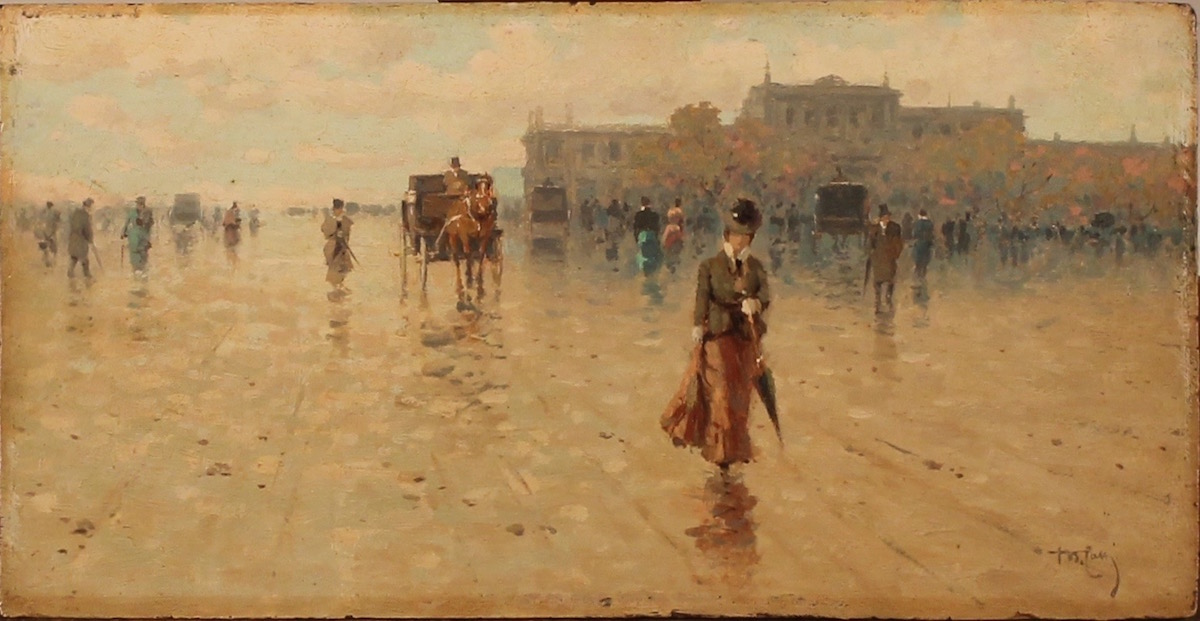
Autunno a Palermo. Undated. Oil on canvas,. Collection privée

Ses œuvres les plus matures, caractérisées par un coup de pinceau doux et un style robuste et vibrant, sont celles du début du XXe siècle : il appréciait les atmosphères d'automne tristes, le ciel gris et les jours froids et venteux qu'il décrivait avec des tons sombres et mélancoliques. En 1901 il composa Donna a passeggio, en 1903 Paesaggio paludoso, en 1906 Via Libertà et Donna che raccoglie i fiori, en 1908 Scogli a riva, en 1910 Alberi a riva, Barche, Marina con scogli. Ses œuvres les plus matures, caractérisées par un coup de pinceau doux et un style robuste et vibrant, sont celles du début du XXe siècle : il appréciait les atmosphères d'automne tristes, le ciel gris et les jours froids et venteux qu'il décrivait avec des tons sombres et mélancoliques. En 1901 il composa Ultime foglie (Il viale della Libertà in una giornata di pioggia) de 1906,,.
Au cours de ses dernières années, sa santé devient très mauvaise et sa vue s'aggrave tellement qu'il n'est plus en mesure de peindre. Michele Catti meurt le 4 juillet 1914 à Palerme. Outre ses œuvres à la Galerie d'art moderne de Palerme, à la Fondazione Sicilia de la villa Zito et dans de nombreuses galeries, la plupart des œuvres de Catti restent dans des collections privées, principalement à Palerme, en Sicile - son pays natal, comme l'a dit le prince Humbert de Savoie.

## Expositions
- Exposition à Palerme (exposition de Montevergini) de "Burrasca d'autunno", achetée par le prince Humbert de Savoie, 1875
- Exposé et récompensé à Palerme, 1876
- Exposé à Naples, 1877
- Participation à une exposition à Naples, 1887
- Participation à l'exposition nationale de Turin, 1880
- Participation à l'exposition nationale de Milan, 1881
- Participation à l'Exposition Nationale de Palerme, 1891
- Exposé à la Promotrice de Palerme, 1893
- Exposé au Circolo Artistico, Palerme, 1896
- Exposition à Palerme, 1898
- Participation à l'exposition de la Belle Arti au Teatro Massimo Vittorio Emanuele, 1900
- Exposé à Palerme, 1910
- Exposition à Palerme, 1929
- Exposition à Rome, 1953
- Exposition à Palerme à la Fondation Whitaker, 1982
- Exposition à Agrigento, Complesso Chiaramontano, 2001
- Exposition à Agrigento, Complesso Chiaramontano, 2007
- Exposition à Palerme, Galerie Béatrice, 2011
- Exposition à Palerme, Fondazione Sant'Elia, 2013

## Sélection d’œuvres

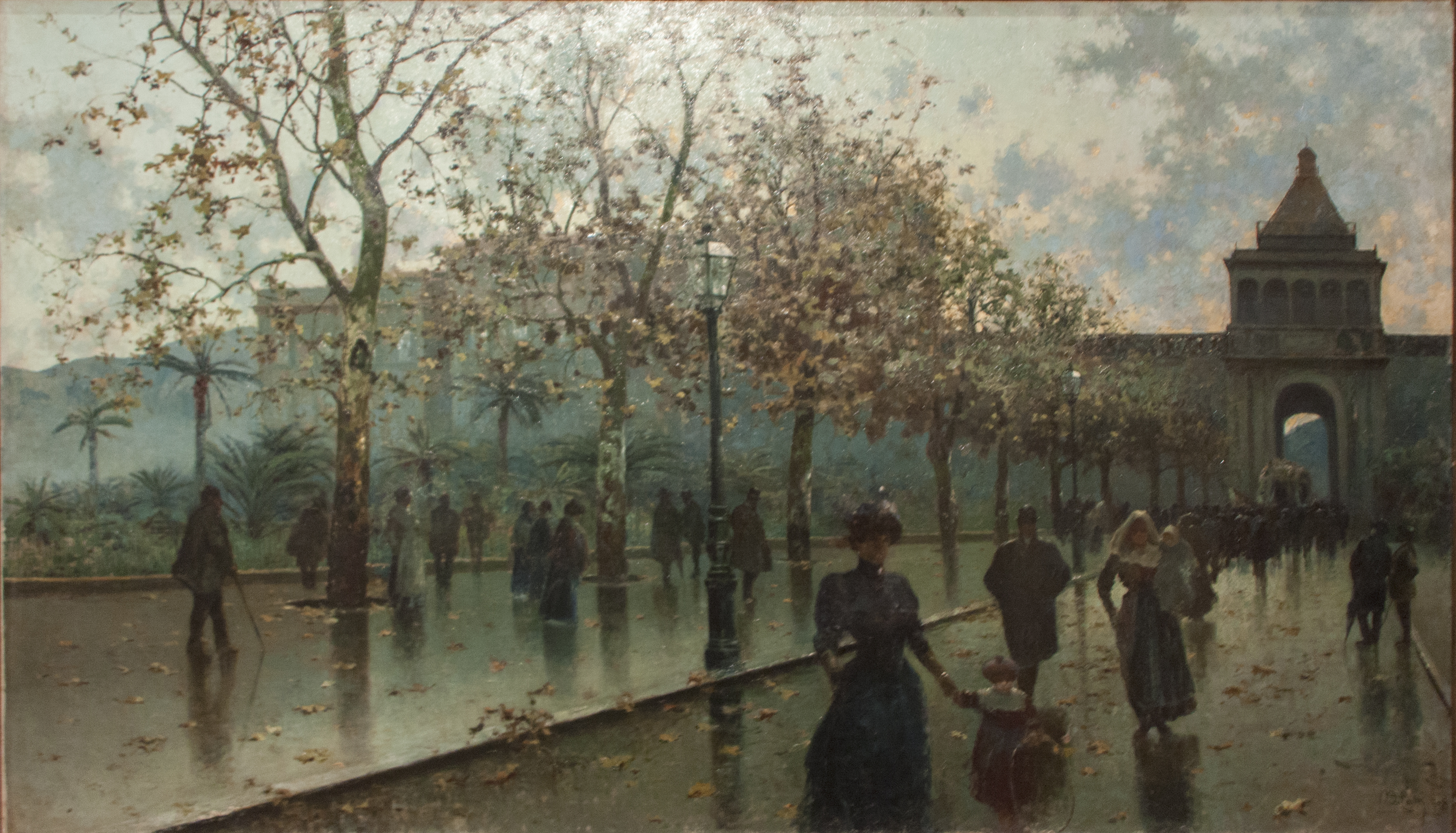
Porta Nuova. 1908. Huile sur toile, 113 × 198 cm, collection de Galleria d'Arte Moderna (Palerme).
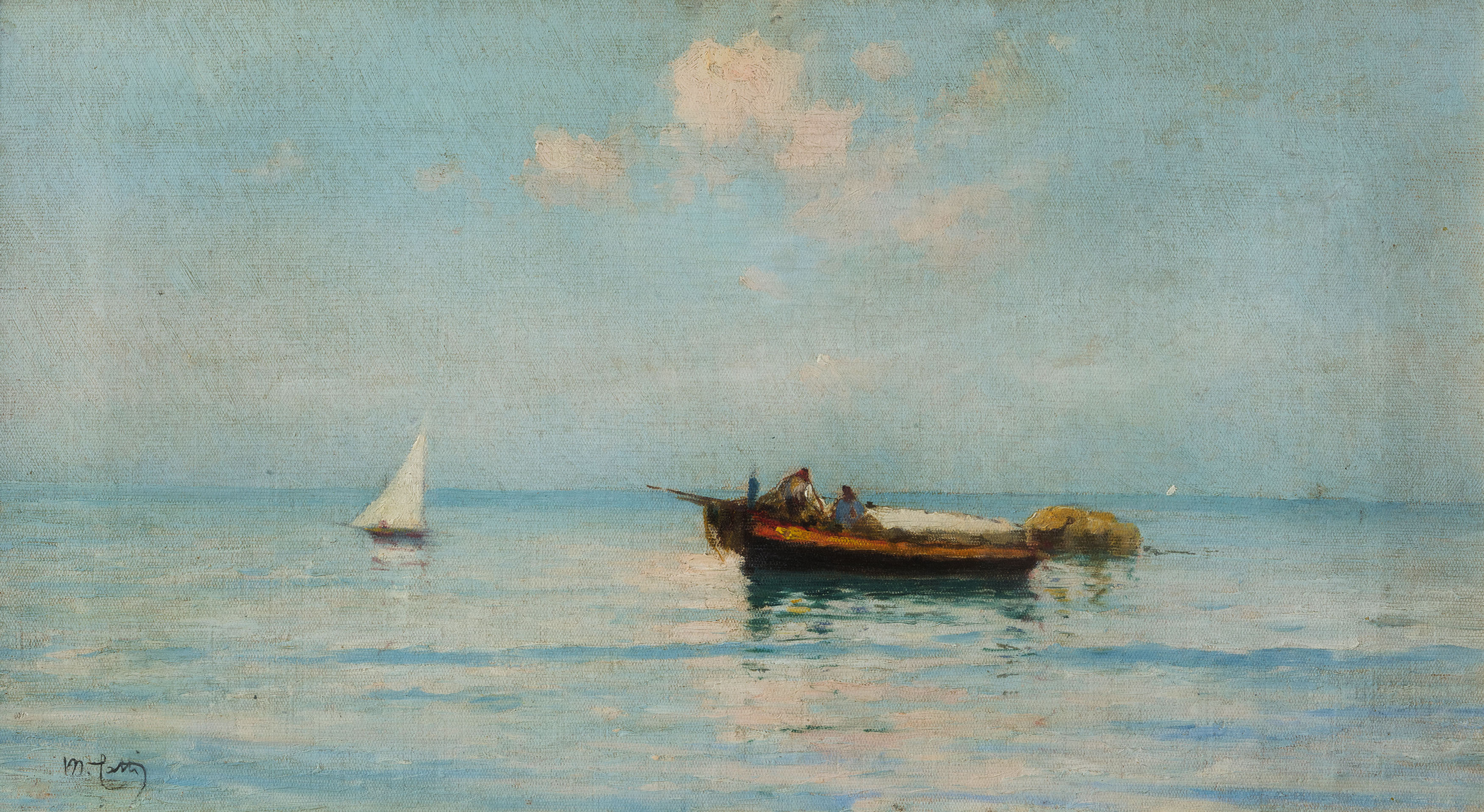
Marina con barca e pescatori. Non daté. Huile sur toile, 29 × 53 cm, collection privée.
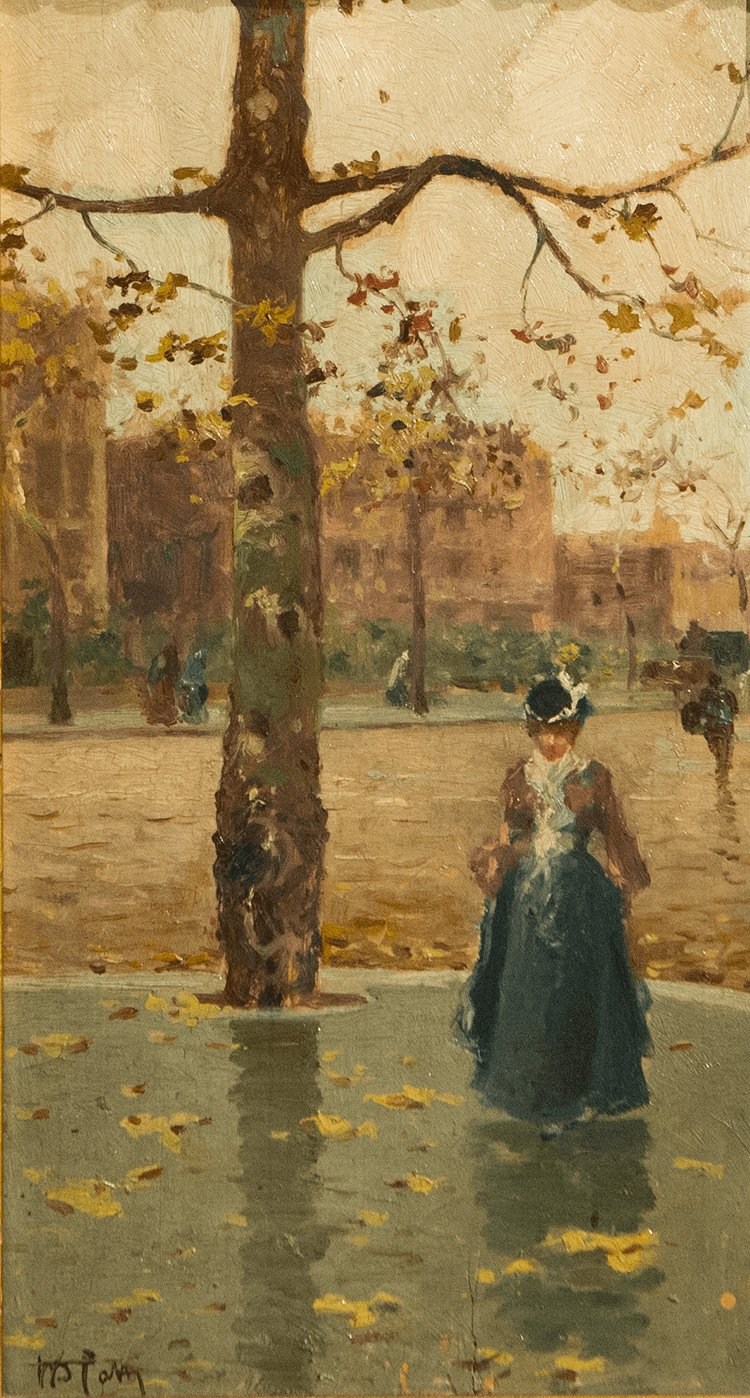
Scorcio di via Libertà. Ca. Dès les années 1900-1910. Huile sur toile, 37 × 28 cm, collection Fondation Sicilia.
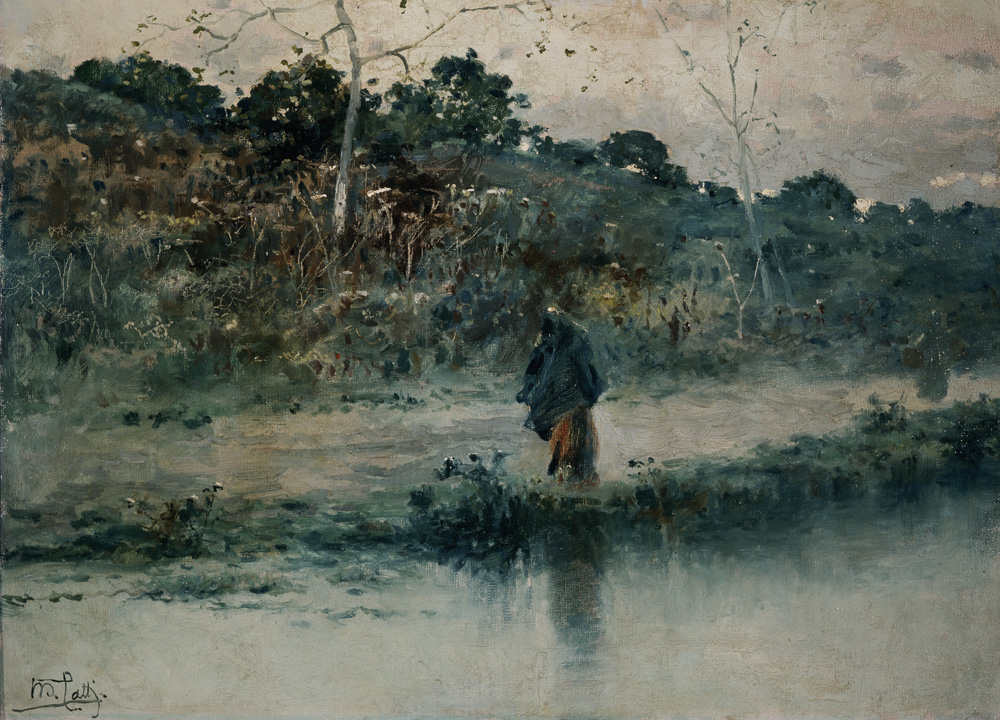
Autunno. Ca. 1905-1910, huile sur bois, 36 × 49 cm, collection de Galleria d'Arte Moderna (Palerme).
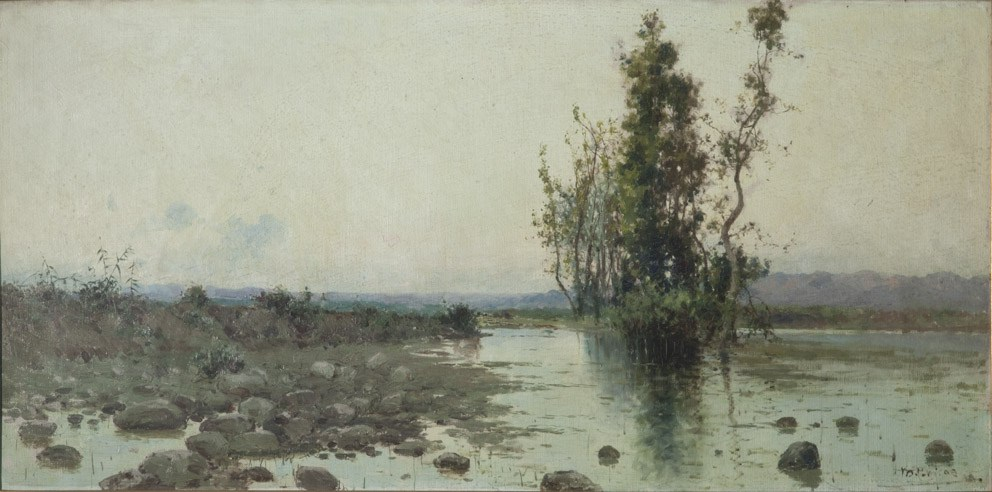
Paesaggio paludoso. 1903. Huile sur toile, 36 × 75 cm, collection privée.
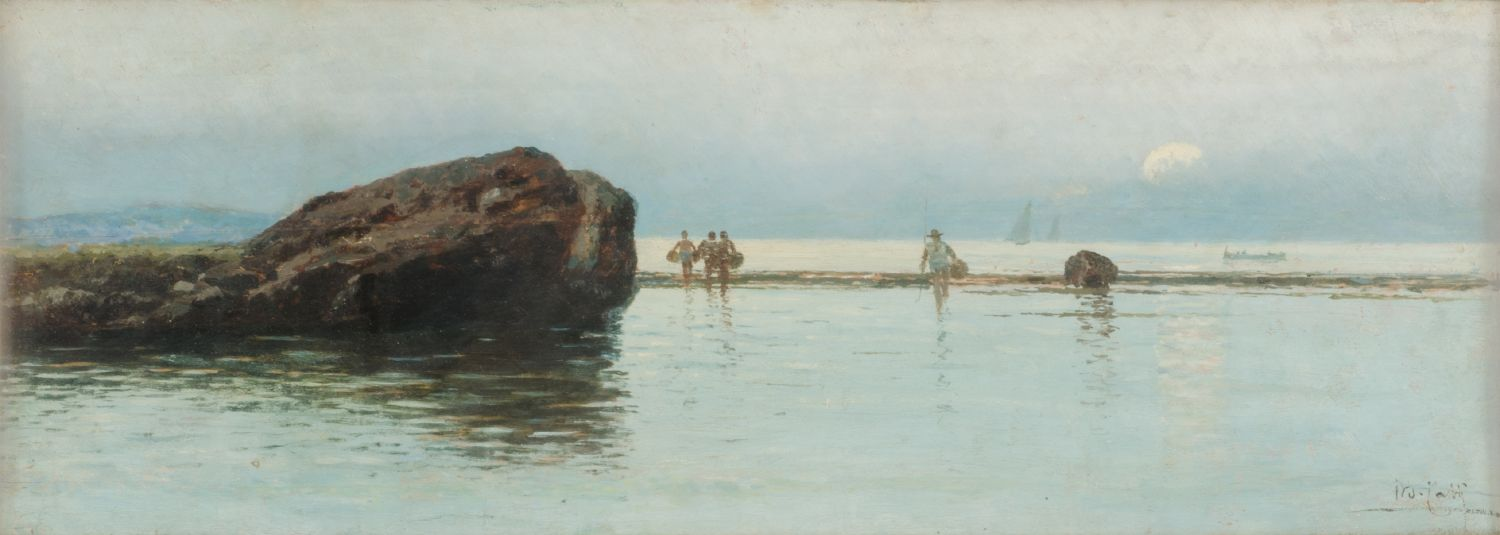
Paesaggio con-marin scogli e personaggi. Non daté. Huile sur bois, 58 × 20 cm, collection privée.
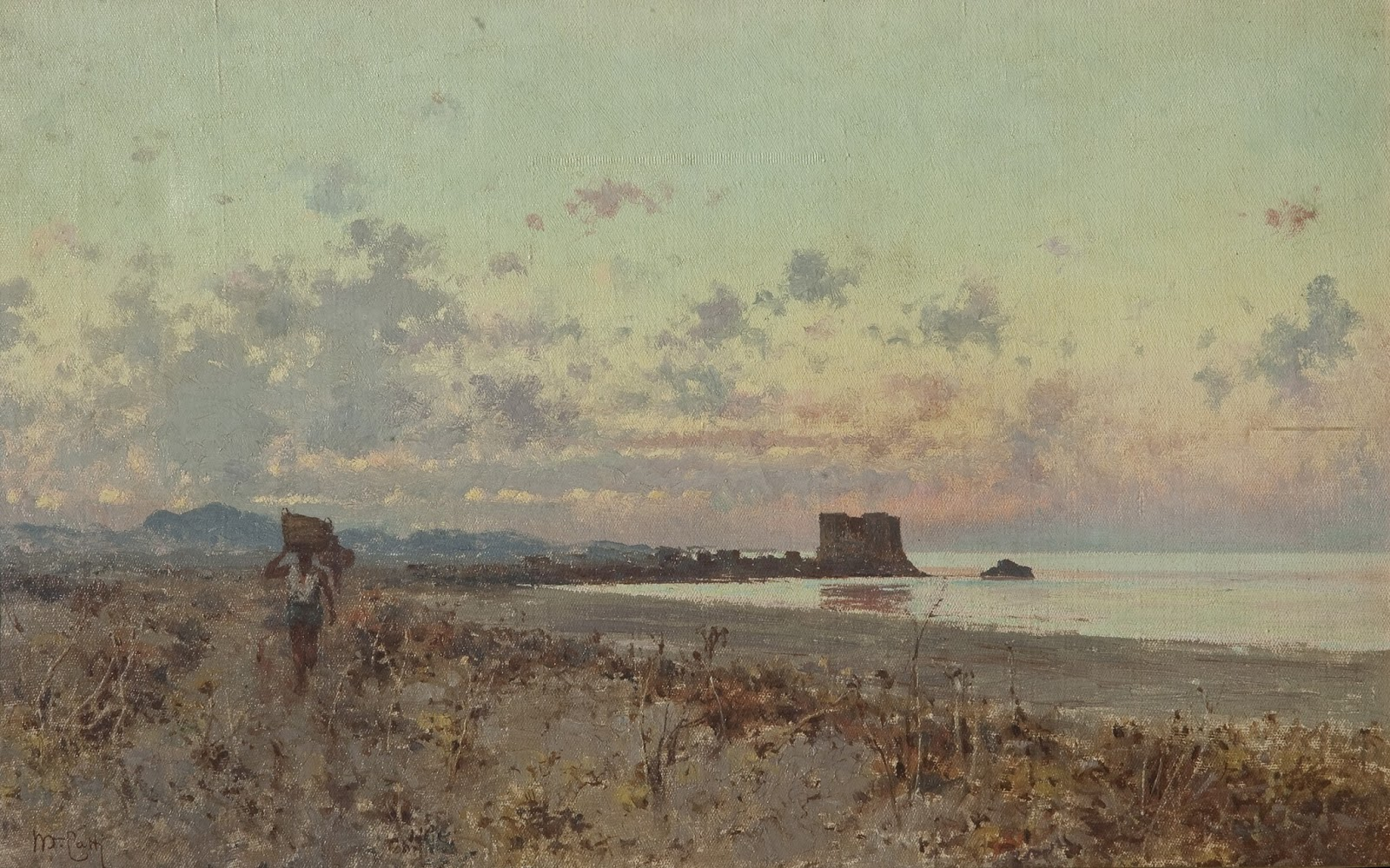
Castel di Tusa. Non daté. Huile sur toile, 29 × 49 cm, collection privée.
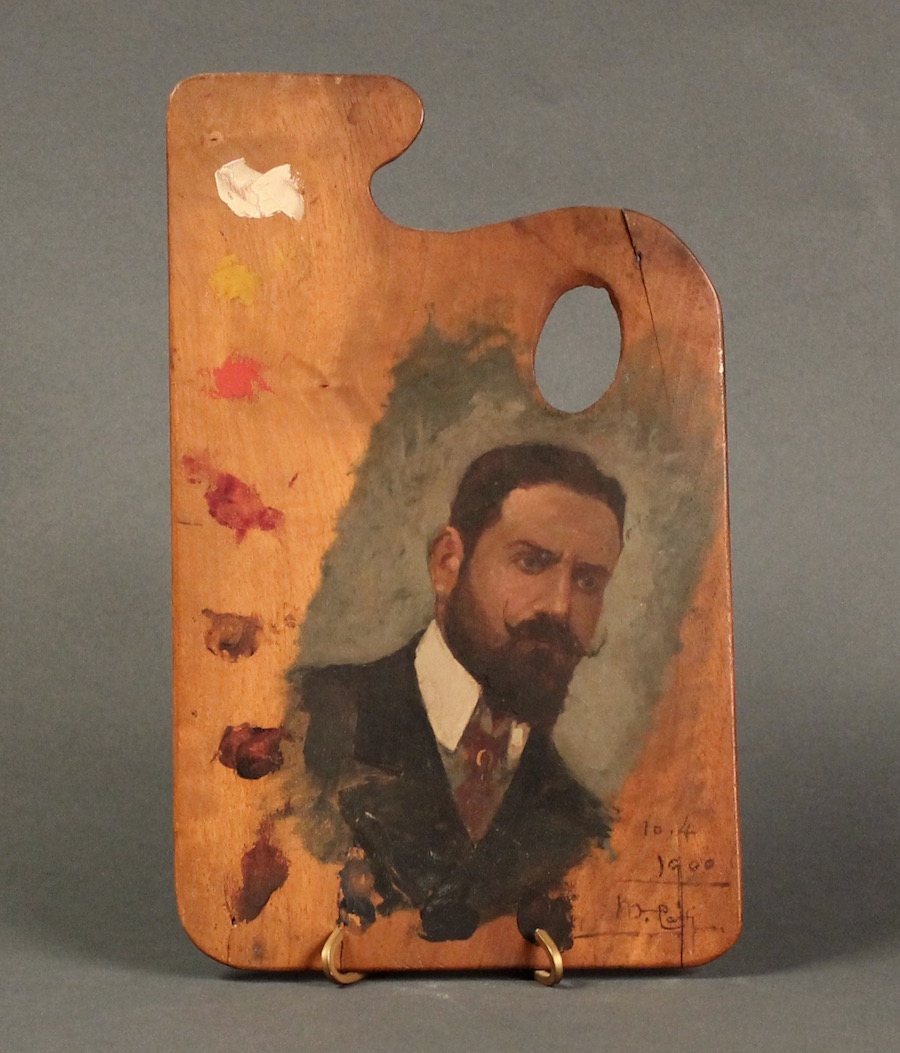
Les œuvres intitulées autoritratto 45 anni. Le 10 avril 1900. Huile sur palette, collection privée.